# Ptycholaemus signaticollis
Ptycholaemus signaticollis är en skalbaggsart som först beskrevs av Hope 1843.  Ptycholaemus signaticollis ingår i släktet Ptycholaemus och familjen långhorningar. Inga underarter finns listade i Catalogue of Life.